# Yūta Taki
Yūta Taki (japanisch 滝 裕太, Taki Yūta; * 29. August 1999 in Mishima, Präfektur Shizuoka) ist ein japanischer Fußballspieler.

## Karriere
Yūta Taki erlernte das Fußballspielen in der Jugendmannschaft von Shimizu S-Pulse. Hier unterschrieb er 2018 auch seinen ersten Profivertrag. Der Verein aus Shimizu spielte in der höchsten Liga des Landes, der J1 League. Von August 2020 bis Saisonende wurde er an Kataller Toyama ausgeliehen. Für den in der dritten Liga spielenden Verein aus Toyama stand er 13-mal auf dem Spielfeld. Im Januar 2021 kehrte er nach der Ausleihe zu Shimizu zurück. Am Ende der Saison 2022 musste er mit dem Verein als Tabellenvorletzter in die zweite Liga absteigen. Nach dem Abstieg wechselte er zu Beginn der Saison 2023 auf Leihbasis zum Drittligisten Matsumoto Yamaga FC.